# Вільгефорц з Роггевеена
Вільгефорц з Роггевеена (пол. Vilgefortz) — персонаж літературного циклу «Відьмак» польського письменника Анджея Сапковського, чародій.

## Біографія
У Сапковського Вільгефорц народився в місті Лан Ексетер в Ковирі. Його виховали друїди, але пізніше він помітив у собі магічну силу. Досить швидко Вільгефорц став могутнім чарівником. Він підтримував Емгира вар Емрейса в його прагненні захопити владу в Нільфгаарді, але той розірвав цей союз. Тому пізніше, коли Нільфгаард напав на північні королівства, Вільгефорц підтримав їх.

## У серіалах
В американському телесеріалі «Відьмак», перший сезон якого вийшов на екрани в грудні 2019 року, Вільгефорца зіграв Махеш Джад.